# Serge Frydman
Serge Frydman (Parigi, 31 dicembre 1969) è uno sceneggiatore francese.

## Biografia
È noto soprattutto per aver scritto la sceneggiatura di molti film di Patrice Leconte.
Nel 2004 è passato alla regia con il film Mon ange, interpretato da Vanessa Paradis e Vincent Rottier.
Nel 2000 ha vinto il Premio César per la migliore sceneggiatura originale, per il film La ragazza sul ponte.

## Filmografia
- Chambre à part, regia di Jacky Cukier (dialoghi) (1989)
- Les Grands Ducs, regia di Patrice Leconte (co-sceneggiatura) (1996)
- Uno dei due (Une chance sur deux), regia di Patrice Leconte (co-sceneggiatura) (1998)
- La ragazza sul ponte, regia di Patrice Leconte (sceneggiatura e dialoghi) (1999)
- Amazone, regia di Philippe de Broca (dialoghi) (2000)
- Rue des plaisirs, regia di Patrice Leconte (co-sceneggiatura)[1] (2002)
- Sta' zitto... non rompere (Tais toi!), regia di Francis Veber (idea) (2003)
- Mon ange (regia e sceneggiatura)[2] (2004)
- Maintenant ou jamais (regia e sceneggiatura) (2014)